# تاپسیس
روش تکنیکی برای ترتیب اولویت بر اساس شباهت به راه حل ایده‌آل (تاپسیس) (به انگلیسی: TOPSIS) یک روش تجزیه و تحلیل تصمیم چندمعیاره است که در ابتدا توسط چینگ لای هوانگ و یون در سال ۱۹۸۱ توسعه یافت و با پیشرفت‌های بیشتر توسط یون در سال ۱۹۸۷، و هوانگ، لای و لیو در سال ۱۹۹۳ بهبود یافت. TOPSIS بر این مفهوم استوار است که جایگزین انتخاب‌شده باید کوتاه‌ترین فاصله هندسی را از راه‌حل ایده‌آل مثبت (PIS) و طولانی‌ترین فاصله هندسی را از راه‌حل ایده‌آل منفی (NIS) داشته باشد. یک کتاب اختصاصی در زمینه فازی در سال ۲۰۲۱ منتشر شد.

## شرح
این یک روش تجمیع جبرانی است که مجموعه‌ای از گزینه‌ها را با هم مقایسه می‌کند، امتیازات را برای هر معیار نرمال می‌کند و فاصله هندسی بین هر جایگزین و جایگزین ایده‌آل را که بهترین امتیاز در هر معیار است، محاسبه می‌کند. وزن معیارها در روش TOPSIS را می‌توان با استفاده از رویکرد اولویت ترتیبی، فرایند تحلیل سلسله‌مراتبی و غیره محاسبه کرد. فرض TOPSIS این است که معیارها به‌طور یکنوا افزایش یا کاهش می‌یابند. نرمال‌سازی (نُرمالیزاسیون) معمولاً مورد نیاز است زیرا پارامترها یا معیارها اغلب دارای ابعاد نامتجانس در مسائل چندمعیاره هستند. روش‌های جبرانی مانند TOPSIS امکان داد و ستد بین معیارها را فراهم می‌کند، جایی که نتیجه ضعیف در یک معیار را می‌توان با یک نتیجه خوب در معیار دیگر نفی کرد. این شکل واقعی‌تر مدل‌سازی را نسبت به روش‌های غیر جبرانی، که شامل یا حذف راه‌حل‌های جایگزین مبتنی بر برش‌های سخت است، ارائه می‌کند. نمونه‌ای از کاربرد در نیروگاه‌های هسته‌ای ارائه شده است.

## جزئیات
شرح الگوریتم روش تاپسیس: فرایند TOPSIS به شرح زیر انجام می‌شود:
مرحله ۱یک ماتریس ارزیابی متشکل از m جایگزین و n معیار ایجاد کنید، با محل تلاقی هر گزینه و معیار به صورت {\displaystyle x_{ij}}، بنابراین ما یک ماتریس داریم {\displaystyle (x_{ij})_{m\times n}}.
مرحله ۲ماتریس {\displaystyle (x_{ij})_{m\times n}} سپس نرمال می‌شود تا ماتریس {\displaystyle R=(r_{ij})_{m\times n}} تشکیل شود، با استفاده از روش نرمال‌سازی {\displaystyle r_{ij}={\frac {x_{ij}}{\sqrt {\sum _{k=1}^{m}x_{kj}^{2}}}},\quad i=1,2,\ldots ,m,\quad j=1,2,\ldots ,n}.
مرحله ۳ماتریس تصمیم‌گیری نرمال شده وزنی را محاسبه کنید
{\displaystyle t_{ij}=r_{ij}\cdot w_{j},\quad i=1,2,\ldots ,m,\quad j=1,2,\ldots ,n}.
که در آن، {\displaystyle w_{j}=W_{j}{\Big /}\sum _{k=1}^{n}W_{k},j=1,2,\ldots ,n} به طوری که {\displaystyle \sum _{i=1}^{n}w_{i}=1}، و {\displaystyle W_{j}} وزن اصلی است که به نشانگر داده می‌شود {\displaystyle v_{j},\quad j=1,2,\ldots ,n}.
مرحله ۴بدترین آلترناتیو (جایگزین) {\displaystyle (A_{w})} و بهترین آلترناتیو {\displaystyle (A_{b})} را تعیین کنید:
{\displaystyle A_{w}=\{\langle \max(t_{ij}\mid i=1,2,\ldots ,m)\mid j\in J_{-}\rangle ,\langle \min(t_{ij}\mid i=1,2,\ldots ,m)\mid j\in J_{+}\rangle \rbrace \equiv \{t_{wj}\mid j=1,2,\ldots ,n\rbrace },
{\displaystyle A_{b}=\{\langle \min(t_{ij}\mid i=1,2,\ldots ,m)\mid j\in J_{-}\rangle ,\langle \max(t_{ij}\mid i=1,2,\ldots ,m)\mid j\in J_{+}\rbrace \equiv \{t_{bj}\mid j=1,2,ldots,n\rbrace },
مرحله ۵فاصله L2-بین آلترناتیو هدف {\displaystyle i} و بدترین حالت {\displaystyle A_{w}} را محاسبه کنید
{\displaystyle d_{iw}={\sqrt {\sum _{j=1}^{n}(t_{ij}-t_{wj})^{2}}},\quad i=1,2,\ldots ,m}
و فاصله بین گزینه {\displaystyle i} و بهترین حالت {\displaystyle A_{b}}
{\displaystyle d_{ib}={\sqrt {\sum _{j=1}^{n}(t_{ij}-t_{bj})^{2}}},\quad i=1,2,\ldots ,m}
مرحله ۶شباهت به بدترین حالت را محاسبه کنید:
- {\displaystyle s_{iw}=d_{iw}/(d_{iw}+d_{ib})} ، چنانچه شرط: {\displaystyle \quad 0\leq s_{iw}\leq 1,\quad i=1,2,\ldots ,m} برقرار باشد،
- {\displaystyle s_{iw}=1} اگر و تنها در صورتی که راه‌حل جایگزین بهترین شرایط را داشته باشد، و
- {\displaystyle s_{iw}=0} اگر و تنها در صورتی که راه‌حل جایگزین بدترین شرایط را داشته باشد.

مرحله ۷گزینه‌های جایگزین را بر اساس رتبه‌بندی (rank) کنید {\displaystyle s_{iw}\,\,(i=1,2,\ldots ,m)} .

### نرمال سازی
دو روش نرمال‌سازی که برای مقابله با ابعاد معیارهای نامتجانس استفاده شده است، نرمال‌سازی خطی و نرمال‌سازی برداری است.
نرمال‌سازی خطی را می‌توان مانند مرحله ۲ فرایند TOPSIS در بالا محاسبه کرد. نرمال‌سازی برداری با توسعه اولیه روش TOPSIS گنجانده شد و با استفاده از فرمول زیر محاسبه می‌شود:
{\displaystyle R=(r_{ij})_{m\times n}}، که در آن، عناصر براساس فرمول:
{\displaystyle r_{ij}={\frac {x_{ij}}{\sqrt {\sum _{k=1}^{m}x_{kj}^{2}}}},\quad i=1,2,\ldots ,m,\quad j=1,2,\ldots ,n} نرمال‌سازی شده‌اند.
در استفاده از نرمال‌سازی برداری، فواصل غیرخطی بین امتیازها و نسبت‌های تک‌بعدی می‌توانند منجر به ایجاد بده‌بستان (trade-off) هموارتری شوند.

## ابزارهای آنلاین
- : DeciGen یک افزونه رایگان MCDA برای نرم‌افزار گرس‌هاپرen:Grasshopper 3D.[۹]
- Decision Radar:(رادار تصمیم‌گیری) یک ماشین حساب آنلاین رایگان تاپسیس& نوشته‌شده به زبان پایتون.
- پایتاپس[۱۰]